# Nie Wyczerpujące Się Drzewo
Nie Wyczerpujące Się Drzewo (chiń. 不死树; pinyin Bùsǐ shù) – w mitologii chińskiej płonące drzewo.
Opis tego drzewa podaje Księga Gór i Mórz.
Roślina ta pali się i za dnia, i w nocy. Nie może jej ugasić ani silny wiatr, ani gwałtowny deszcz. Nie Wyczerpujące się Drzewo w ogniu ma kolor czerwony, poza ogniem natomiast przybiera barwę białą.
Drzewo to stanowi dom dla szczura. Zdechłby on, gdyby ktoś oblał go wodą. Masę tego gryzonia szacuje się na ponad 1000 funtów. Jego ciało porasta sierść o cienkości jedwabiu i długości dwóch stóp (ok. 60 cm). Futro to zmienia swe właściwości zależnie od warunków otoczenia. Sierść ta nadaje się do produkcji nici i płótna. Jednak zrobioną z niego tkaniny w razie zabrudzenia należy wrzucić w ogień, by się oczyściła. Podobne płótno w ogniu prane znajduje się w górach Kunlun.
Nie Wyczerpujące Się Drzewo rośnie na Ognistej Górze, poza Południowym Pustkowiem.